# Herbert Bodenschatz
Herbert Bodenschatz (* 19. Februar 1903 in Leipzig; † 24. Oktober 1972 in Lüneburg) war deutscher Autor und Fachmann für Notgeld und Lagergeld.
Der Sohn eines kaiserlichen Zollbeamten kam 1905 mit seiner Familie nach Hamburg, schloss 1919 die Realschule ab und machte eine Lehre als Handelskaufmann. Von 1922 bis 1924 war er kaufmännischer Angestellter bei einer Hamburger Im- und Exportfirma. Ab 1925 machte sich Bodenschatz selbständig und eröffnete einen Versandhandel für Papiergeld. 1927 versuchte er sich mit der Herausgabe einer Fachzeitschrift namens „Die Notgeldkunde“, die es jedoch nur zu drei Ausgaben brachte. Danach betrieb er eine Buchhandlung in Hamburg.
1933 engagierte sich Herbert Bodenschatz im Widerstand gegen den Nationalsozialismus. Er wurde 1935 verhaftet und kam zur Zwangsarbeit in das KZ Aschendorfer Moor. 1940 wurde er entlassen. 1941 heiratete er die Berlinerin Ruth Trautmann und zog mit ihr nach Dahlenburg. Das Paar hatte zwei Kinder.
1948 gab Bodenschatz den Katalog „Die deutschen Notgeldmünzen, Teil I, Gefangenenlagergeld 1914/18 amtlich“ heraus, dem 1950 der Katalog „Kriegsgeldscheine 1914/1915 und ihre Besonderheiten“ folgte. Er stand in fachlichem Austausch mit Dr. Arnold Keller und arbeitete an dessen Geldscheinkatalogen mit, die bis heute zu den grundlegenden Werken der deutschen Notaphilie zählen.